# BLOOD, SWEAT & GUTS
BLOOD, SWEAT & GUTS(ブラッド・スウェット・アンド・ガッツ)は、田村直美の10枚目のシングル。

## 内容
3枚目のアルバム「MONSTER OF POP」先行シングルとなった本作は「代々木ゼミナール」コマーシャル・ソング。カップリング「YES, I FEEL FINE～'96 次の夏は猛暑かそれとも～」は演奏に3人組バンド「FENCE OF DEFENSE」を起用した。

## 収録曲
1. BLOOD, SWEAT & GUTS
作詞：田村直美　作曲：田村直美・石川寛門　編曲：井上龍仁・鷹羽仁
2. YES, I FEEL FINE ～'96 次の夏は猛暑かそれとも～
作詞：田村直美　作曲：田村直美・石川寛門　編曲：井上龍仁・FENCE OF DEFENSE
3. BLOOD, SWEAT & GUTS (inst.)

## レコーディング参加
- 北島健二（FENCE OF DEFENSE） - ギター
- 坂井紀雄 - ベース
- 渡嘉敷祐一 - ドラム